# Corrine, Corrina

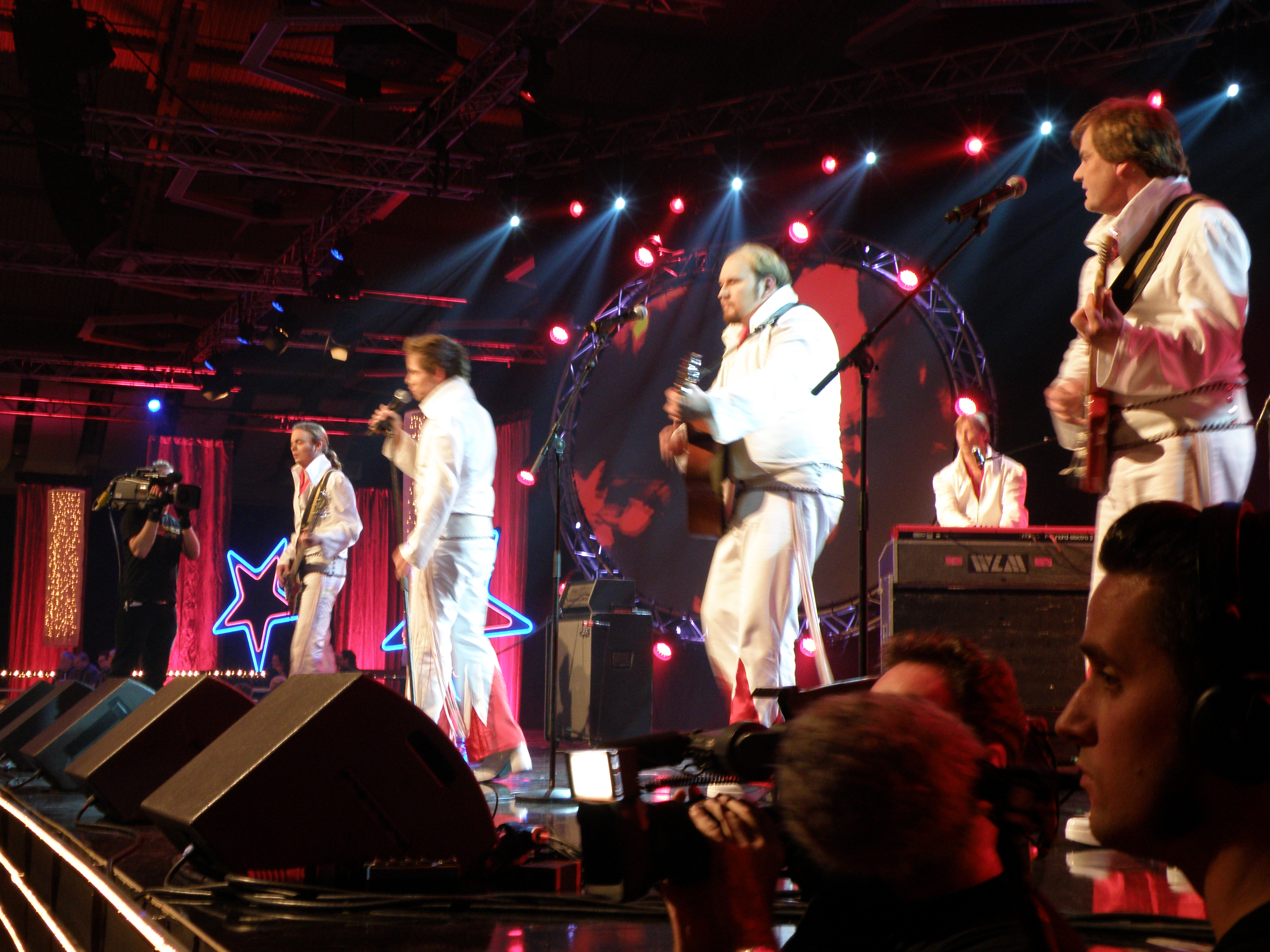
Larz-Kristerz framför låten Corrine, Corrina i Dansbandskampen 2008.

Corrine, Corrina är en 12-taktsblues på AAB-format. Sången spelades först in av Bo Chatmon and the Mississippi Sheiks (Brunswick 7080) i december 1928. Upphovsrätten fick Chatmon och utgivarna dock först 1932. Sångens välkända öppningsvers lyder:
Corrine, Corrina, where you been so long?
Corrine, Corrina, where you been so long?
I ain't had no lovin', since you've been gone.
The Mississippi Sheiks, som Jackson Blue Boys med Charlie McCoy på sång, spelade samma dag in sången i en annan studio, med titeln «Sweet Alberta» (Columbia 14397-D), där orden Sweet Alberta sjöngs i stället för Corrine, Corrina.
Corrine, Corrina har blivit ett standardverk inom flera olika musikgenrer, som blues, rock and roll, cajunmusik,  western swing och dansbandsmusik.
Titeln på sången varierar mellan olika inspelningar, en vanlig variant är Corrina, Corrina. I svensk översättning är titeln Carina, Carina.

## Exempel på artister som spelat in Corrine, Corrina
- Chet Atkins
- Black Jack
- Brooks & Dunn
- The Carter Sisters
- Bo Carter
- Eric Clapton - som «Alberta Alberta»
- Bob Dylan - på albumet The Freewheelin' Bob Dylan 1963
- Marianne Faithfull på albumet Rich Kid Blues
- Grateful Dead
- Bill Haley & His Comets
- Mississippi John Hurt
- Leo Kottke
- Larz-Kristerz på albumet Hem till dig 2009 [3].
- Led Zeppelin - deras «You Shook Me» innehöll «I have a bird that whistles, I have a bird that sings»-versen från «Corrina, Corrina».
- Jerry Lee Lewis
- Mance Lipscomb
- Taj Mahal
- The Mississippi Sheiks - som «Sweet Maggie».
- Charlie McCoy - som «Sweet Alberta»
- Moon Mullican
- Bill Monroe
- Merrill Moore
- Red Nichols & His Five Pennies (1930; med sång av Wingy Manone)
- Ray Peterson (En välkänd version från 1961)
- The Rolling Stones
- Steppenwolf
- Sven-Ingvars, dels på andra EP:n Pony Time 1961 (där kallad Corinna Corinna), dels på andra LP:n Sven Ingvars 1964 (Philips Records) och återutgiven 1989 på vinyl-LP:n Sven Ingvars Kvartett (Rainbow Records), som dock aldrig gavs ut på CD.
- Big Joe Turner
- Muddy Waters
- Doc Watson
- Lawrence Welk
- Bob Wills
- Jimmy Witherspoon